# Nadia Podoroska
Nadia Podoroska (født 10. februar 1997 i Rosario, Argentina) er en professionel tennisspiller fra Argentina.